# Vanuatski nacionalni muzej
Vanuatski nacionalni muzej (ili Nasonal Miusium blong Vanuatu) nalazi se u Vanuatskom kulturnom centru u glavnom gradu Vanuatua Port Vili. Muzej je specijaliziran na eksponate koji se odnose na kulturu i povijest ove skupine otoka u južnom Pacifiku.